# Tafalla
Tafalla (anciennement en français Autefalle) est une municipalité de la communauté forale de Navarre, dans le Nord de l'Espagne.
Elle est située dans la zone linguistique mixte de la province, dans la mérindade d'Olite et à 35 kilomètres de sa capitale, Pampelune.

## Géographie

### Localités limitrophes
Artajona au nord-est, Pueyo et Leoz au nord-ouest, San Martín de Unx à l'est, Olite au sud-est, Falces au sud, Miranda de Arga au sud-ouest et Berbinzana et Larraga à l'ouest.

## Histoire
Pendant la domination romaine, la ville devait s'appeler Tubala. Bien qu'il y ait plusieurs hypothèses sur la véritable origine de son nom, ce nom doit être très probablement d'origine arabe (Al-Tafaylla) qui veut dire "Cendrier", au sens large. Le nom de la ville viendrait peut-être aussi des Taïfales, un peuple qui arriva au Ve siècle dans le sud de la France et en Espagne avec les Wisigoths.
La première mention historique de Tafalla date du Xe siècle où elle a été nommée dans la Chronique d'Arib Ibn Sad, qui raconte une visite d'Abd al-Rahman III à Tafalla lors d'une expédition contre le Royaume de Pampelune, durant l'année 924.
Durant l'année 1043, après la victoire du roi García IV de Navarre avec l'aide des Tafallais contre Ramire Ier d'Aragon et ses alliés arabes, il a été accordé aux Tafallais les titres de Nobles, Loyaux et Courageux; la bataille a eu lieu dans le domaine de Barranquiel. À la suite de cette victoire est instituée la Romería au Sanctuaire de la Vierge d'Ujué. Sanche Ier d'Aragon a accordé à Tafalla ses premiers Fueros qui postérieurement ont été confirmés par Sanche le Sage (année 1157) et Thibaut II de Navarre (année 1255).
Sanche VII le Fort accorde un autre Fuero aux habitants de Tafalla, en les libérant de tout impôt et service réel, moyennant un cens fixé. En 1418, Charles III le Noble a accordé le privilège de tenir foire. En 1423, il lui accorde le titre de Bonne Ville en lui offrant un siège aux Cortes. Il exempte les Tafalleses de toute servitude et les déclare «Libres». Durant la Guerre civile de Navarre, Tafalla était du côté de la famille de Beaumont, qui défendait les droits de Charles d'Aragon, mais après l'invasion castillan-aragonaise, elle a défendu les rois légitimes de Navarre face aux envahisseurs. En 1636, Philippe IV a accordé à Tafalla un siège aux Cortes.
Pendant la Guerre d'indépendance espagnole, la ville est devenue un important lieu stratégique par sa proximité avec Pampelune. Durant l'année 1808, elle a été occupée par les Français, qui la transformèrent en ville de garnison. Cruchaga en 1811 et Francisco Espoz y Mina en 1811 et 1812 ont pu pénétrer dans Tafalla. Lors d'un bombardement effectué par ce dernier, ont été détruits le couvent de San Francisco et le château- le Palais construit au XVe siècle par ordre de Charles III le Noble, comme résidence des rois navarrais. Les restes qui ont subsisté, ont été démolis pour construire l'actuelle Place de Navarre durant l'année 1856. Tafalla a gardé cette même importance stratégique pendant les Guerres Carlistes. Tafalla a été déclarée chef-lieu d'un District judiciaire par les Cortes du Royaume dans 1836. Tafalla a souffert d'importantes inondations en 1833 lors desquelles s'est rompu le barrage du Congosto, ainsi qu'en 1886, entraînant d'importantes pertes.
Dans les deux derniers tiers du XIXe siècle, on a doté la ville des services urbains modernes, comme l'installation d'éclairage public avec des lampes au pétrole (1843). Les veilleurs de nuit ont été établis (1846). On a construit la Place de Navarre (1856). On a inauguré le chemin de fer qui unit Pampelune et l'Èbre (1860), ainsi que le télégraphe (1862). En 1866, le pont qui relie la gare et la ville par-dessus la rivière Cidacos, a été ouvert. Quelques années plus tard, on a installé la lumière électrique (1895). Dans les dernières années du XIXe siècle et les premières du XXe siècle, on a ouvert le Casino espagnol (1922), le Théâtre Gorriti (1909), qui a été fermé en 1986. On a organisé des lignes d'autobus et on a installé deux centres d'enseignement, le Collège des PP Escolapios (1883) et le Collège San José des Filles de la Croix (1888).

## Administration
| Mandat    | Nom du maire                 | Parti politique                   |
| --------- | ---------------------------- | --------------------------------- |
| 1991-1995 | José Iribas Sánchez de Boado | Unión del Pueblo Navaro UPN       |
| 1995-1999 | Luis Valero Erro             | Unión del Pueblo Navarro UPN      |
| 1999-2003 | Luis Valero Erro             | Unión del Pueblo Navarro UPN      |
| 2003-2007 | María Teresa Mañú Echaide    | Partido Socialista de Navarra PSN |
| 2007-2015 | Cristina Sota Pernaut        | Unión del Pueblo Navarro UPN      |

## Démographie
| Évolution démographique                                  | Évolution démographique | Évolution démographique | Évolution démographique | Évolution démographique | Évolution démographique | Évolution démographique | Évolution démographique | Évolution démographique | Évolution démographique | Évolution démographique |
| 1996                                                     | 1998                    | 1999                    | 2000                    | 2001                    | 2002                    | 2003                    | 2004                    | 2005                    | 2006                    | 2007                    |
| -------------------------------------------------------- | ----------------------- | ----------------------- | ----------------------- | ----------------------- | ----------------------- | ----------------------- | ----------------------- | ----------------------- | ----------------------- | ----------------------- |
| 10 017                                                   | 10 159                  | 10 124                  | 10 288                  | 10 443                  | 10 646                  | 10 842                  | 10 782                  | 10 924                  | 11 040                  | 11 115                  |
| Sources : Tafalla et instituto de estadística de navarra |                         |                         |                         |                         |                         |                         |                         |                         |                         |                         |

## Personnalités
- Itsaso Arana (1985-), actrice
- Pedro de Calatayud (1689-1773), jésuite
- Jose Mari Esparza Zabalegi (1951-), écrivain d'expression basque et espagnole
- Carlos Solchaga, (1944-), homme politique du PSOE

### Sources
- (es) Cet article est partiellement ou en totalité issu de l’article de Wikipédia en espagnol intitulé « Tafalla » (voir la liste des auteurs).